# Poética
Como disciplina teórica, a poética é o estudo das obras literárias, particularmente as narrativas, que visa esclarecer suas características gerais, a sua literalidade, criando conceitos que possam ser generalizados para o entendimento da construção de outras obras. Além disso a poética também pode indicar um ato poético em si, como uma ressignifcação semântica de determinados elementos, normalmente ligados à palavra e seu significado dentro de um contexto, mas passível de ser aplicável também a qualquer outro objeto ou entendimento onde se possa resignificar um valor já atribuído, dando novos sentidos. Esse processo  está intimamente ligado ao imaginário, onde a atribuição de significados é uma constante.
Apesar de não ter caráter normativo, ela opera implícita ou explicitamente na criação artística. Surge na filosofia antiga com Aristóteles, que a trata como um dos métodos do discurso estudando, no fragmento que restou até nossos dias da tragédia e dela destacando noções fundamentais para a considerações teóricas posteriores, como a distinção (a partir de Platão) entre mimesis (mimese), no qual o poeta faz parecer que é um outro (um personagem) quem fala, como por exemplo, no texto dramático, e diegesis (diegese), no qual o poeta fala por si mesmo, por exemplo, na narração em terceira pessoa da composição literária.
Para Alfred Döblin a linguagem é um ser vivo, que não reconta, mas representa o nosso passado: a linguagem "força a realidade a se manifestar, ela escava suas profundezas e traz a tona as situações fundamentais da condição humana, sejam elas grandiosas ou mesquinhas" . Assim a função poética, que é sempre subordinada à linguagem, estabelece no seu exercício de significação e perversão da realidade. Assim as funções da linguagem não se limitam a nomear o mundo, mas na sua prática justamente conferir existência à realidade. Ainda no conceito de Döblin, exercemos todas nossas funções vitais individualmente, porém precisamos do outro para falar, assim a linguagem se estabelece como um modo de não somente ter contato com o outro, mas de amá-lo.
Como afirma Lacan: “Não há nenhuma realidade pré-discursiva. Cada realidade se funda e se define por um discurso”. E assim a poética se forma justamente na flexibilização da realidade no exercício da flexibilização da linguagem. As palavras ainda não apenas criam e conferem a realidade, mas também podem ser utilizadas como defesa de uma realidade. Na idade média, acreditava-se que os poetas irlandeses eram capazes de proteger os campos de trigo e cevada declamando poemas aos ratos. Ao longo da história os mitos e lendas trazem muito essa ligação da poesia na fundação e criação de uma realidade, apesar de objetivamente espantar ratos com poesia se mostrar uma prática de eficácia questionável, sua metáfora é bem aplicável e demonstra o quanto de importância sempre se deu a linguagem. Esse fator é muito claro na mídia, que no exercício nada inocente de informar, cria inevitavelmente uma realidade através do seu discurso, nenhuma informação é isenta.

## Poéticas
- Arte poética. Aristóteles (384–322 a.C.).
- Arte poética. Horácio (18 a.C.).
- Arte Poética. Minturno (1563).
- Arte poética. Nicolas Boileau-Despréaux (1674).
- Arte nova de fazer comédias. Lope de Vega (1609).
- Discursos sobre a arte poética. Torquato Tasso (1594).
- Ensaio de uma arte poética crítica. J. C. Gottsched (1730).
- Hölderlin e a essência da poesia. Martin Heidegger (1936).